# 부르크도르프 (스위스)
부르크도르프(독일어: Burgdorf, 프랑스어: Berthoud 베르투드[*])는 스위스 베른주의 에멘탈에서 가장 큰 도시이다. 이 도시는 새로운 에멘탈구의 일부가 된 2010년까지 같은 이름의 구의 수도였다.

## 역사

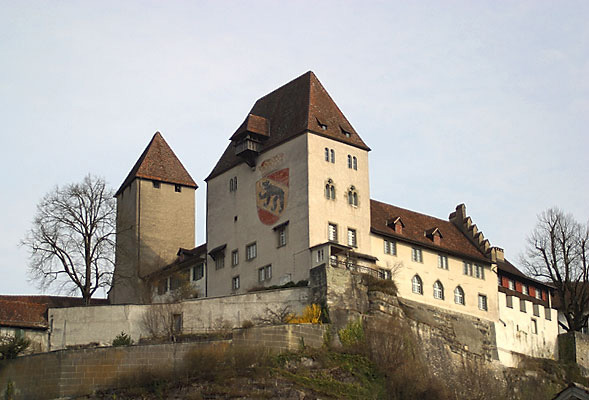
부르크도르프성, 1175년 처음 건설, 현재는 1886년에 설립한 박물관으로 이용

산재되어 발견된 고고학 유물은 부르크도르프 주변 지역이 신석기 시대, 후기 청동기 시대 및 할슈타트 시대에 거주했음을 나타낸다.
중세 전성기 동안 부르크도르프가 될 땅은 부르군디 왕국의 소유였으며, 1080년 이후에는 체링겐 공작이 소유했다. 왕이나 공작은 에메강의 왼쪽 제방에 성을 지었다. 부르크도르프는 1236년에 oppido Burchtorff에서와 같이 처음 언급되었으며 부르크도르프 성은 1080년에 castellum Bertoldi ducis로 언급되었다. 체링겐 공작은 12세기 후반에 성 주변에 도시(서부 도시 구역)를 건설했다. 체링겐 계열의 아들이 대가 끊긴 이후 부르크도르프는 키부르크 백작에게 넘어갔다. 그들은 1278년에 상부 동쪽 구역으로 도시를 확장했고, 1278년에서 1300년 사이에 하부 도시가 된 홀츠브루넨 정착지를 흡수했다. 1300년까지 도시는 성벽을 채울 정도로 확장되었다. 1323년부터 1800년까지 도시의 경계를 표시한 성벽 내 건설이 금지되었다. 키부르크 백작 또는 노이-키부르크 백작 아래에서 부르크도르프성은 백국령의 수도였으며 백작은 부르크도르프 마을의 시장이기도 했다.
14세기에 노이-키부르크가는 점점 더 많은 빚을 지게 되었다. 1382년 11월 11일, 노이키부르크의 백작 루돌프 2세는 졸로투른 시를 습격하여 도시가 빚을 탕감하도록 강요했다. 베른 시에게 있어 동맹 도시에 대한 이 공격은 도시가 노이키부르크 가문과의 유대를 끊을 수 있는 절호의 기회였다. 1383년 3월 베르네제-졸로투른 군대가 부르크도르프를 진군했다. 이 군대는 포레스트 캔톤, 루체른, 취리히, 뇌샤텔, 사보이에서 온 군대의 지원을 받았으며 투석기로 무장했다. 그리고 원시적인 총. 루돌프 2세 백작이 전쟁이 시작되기 전에 사망했기 때문에 부르크도르프는 루돌프의 삼촌인 베르히톨트 1세가 방어했다. 베르히톨트 휘하에서 부르크도르프는 45일간의 포위 공격을 견뎌냈다. 1383년 4월 21일 베른과 부르크도르프 시민들 사이에 노이키부르크 가문에 대항하여 휴전 협상을 시도했지만 실패했다. 전쟁의 막대한 부담과 국내의 시민 불안에 시달린 베르네 평의회는 전쟁을 끝내기 위해 연방의 중재를 모색했다. 1384년 4월 5일 노이키부르크 가문은 부르크도르프와 툰의 도시와 성을 베른에 37,800길더에 매각하는 데 동의했다.

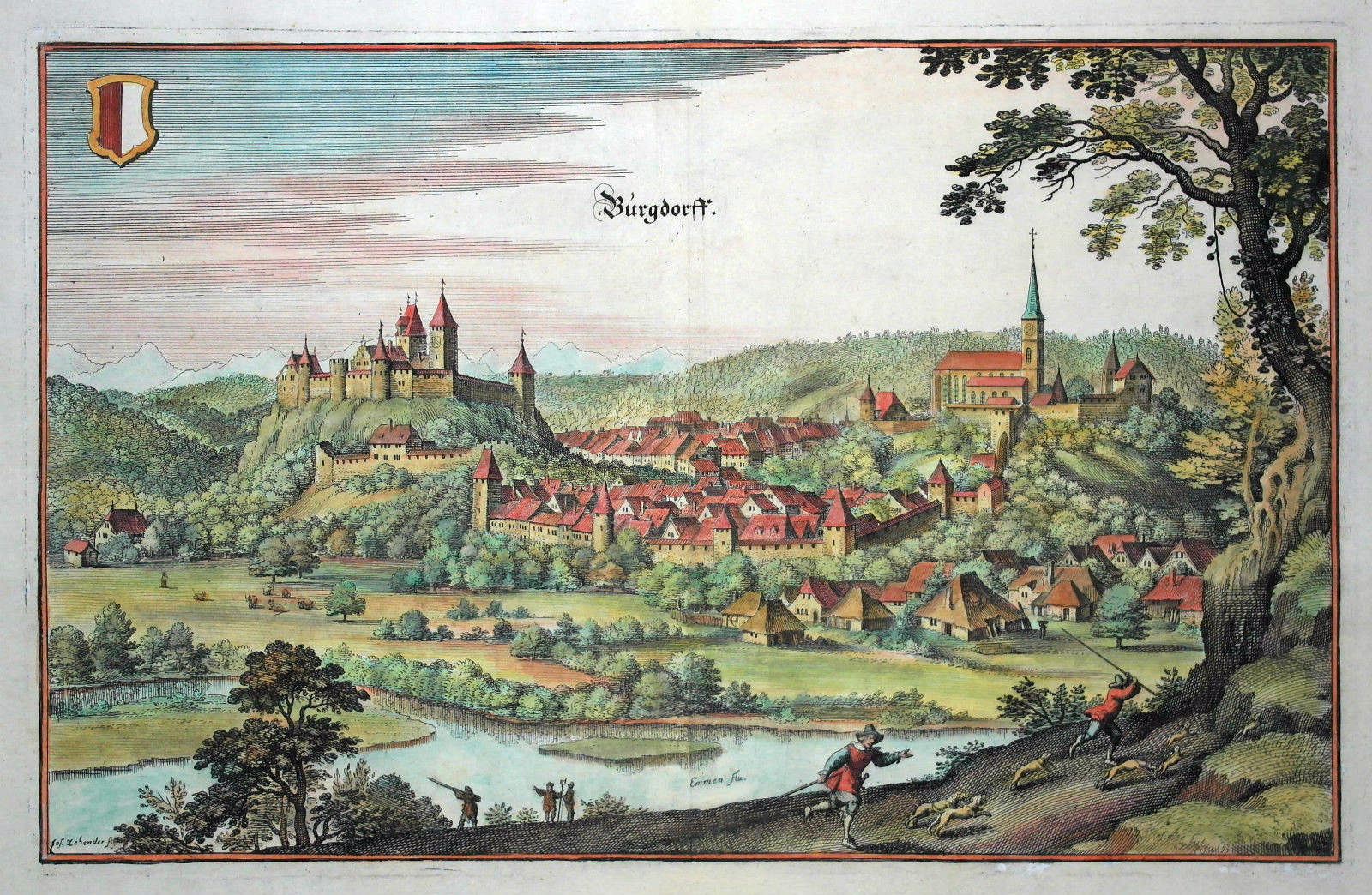
1650년 메리안 작, 부르크도르프 채색화

평화 조약의 일환으로 베른은 키부르크가 부르크도르프에 부여한 권리와 특권을 인정했다. 부르크도르프는 베른 도시 국가의 다른 도시와 비교할 때 독특한 정도의 자치권을 누렸다. 도시에는 자체 시장, 의회, 고등 법원 및 하급 법원이 있었다. 1394년부터 마을은 가난한 귀족들로부터 법원, 토지, 숲을 사기 시작했다. 주변 마을과 마을도 인수하기 시작했다. 1394년에 뤼첼렌은 부르크도르프의 권위 아래 놓였다. 그 뒤를 1395년 그라스빌, 1400년 빌(지금은 뤼첼렌의 일부), 1402년 잉크빌 (1720년까지), 1423년 니더뢰쉬, 1429년 베텐하우젠, 1429년 및 1439/10년 구텐부르크와 로츠빌, 퇴리겐이 뒤를 이었다. 1435년 클라인디트빌과 오버뢰쉬가 16세기 초에 작성했다. 이 도시는 시장의 관리하에 그라스빌(그라스빌, 외쉬, 하이미스빌)과 로취빌(퇴리겐, 로츠빌)의 영지를 만들었다.
시 정부는 작은 의회(12명)와 큰 의회(32명)로 구성되었다. 1384년부터 베른은 시장을 선택했다. 작은 평의회는 부르크도르프가 제안하고 베른이 승인한 반면, 큰 평의회는 작은 평의회에서 임명했다. 15세기까지 부르크도르프에는 약 900명의 주민이 있었으며 주변 도시의 대부분보다 규모가 더 컸다. 주요 산업은 약 1798년까지 농업이었다. 무역은 대부분 지역적이었고 지역 산업의 제품(무두질, 양모 및 린넨 직물)은 인근 지역에서만 판매되었다. 15세기 후반까지 마을에는 정치적 또는 사회적 권력 없이 남아 있던 몇 개의 길드가 있었다. 그들은 주로 화재 및 보안 감시 감독을 포함하여 몇 가지 도시 의무를 담당했다. 위쪽 도시에는 다섯 개의 길드 하우스(대장장이-목수, 정육점-제화공, 제빵사, 직조공, 재단사)가 있었고, 아래쪽 마을에는 하나(무두질 공장)가 있었다. 각 길드는 여러 직업으로 구성되어 있다. 예를 들어 대장장이-목수는 철, 석재 및 목재 가공과 관련된 22개의 다른 작업에서 일하는 장인을 허용했다.
15세기의 경제 성장으로 도시는 시립 건물을 짓고 요새와 공공장소를 유지할 수 있었다. 이 시기에 시청, 교회, 시장이 모두 건설되거나 확장되었다. 그러나 1460년대와 1470년대부터 경제가 침체되기 시작했다. 길드는 점차 강해지며 경제를 질식시키기 시작했다. 16세기에는 주변 마을의 경제가 길드 규칙에 구애받지 않고 성장하기 시작했다. 부르크도르프의 길드 통제 시장은 주변 시골에서 물품 수입을 금지함으로써 이러한 작은 시장과 경쟁하려고 시도했다. 이러한 금지(1619년과 1666~74년)는 지역 시장 및 서비스 센터로서의 부르크도르프의 위치를 약화시키는 역할을 했다. 부르크도르프는 새로운 사업에 적대적인 태도를 유지했으며 어떤 경우에는 이웃 마을에 정착하도록 내몰았다.
키르히베르크(1756~64)에 도로가 건설되면서 부르크도르프는 더 이상 지역 무역로에 없었다. 파괴적인 화재(1706년 상부 마을과 1715년 하부 마을)로 인해 시의회는 도시의 많은 부분을 재건해야 했다. 전반적으로 인구는 정체되었고, 1655년 이후에는 부르크도르프에서 시민권을 얻기가 어려워졌다. 시민이 될 수 있는 비시민권자의 비율은 1764년에 40% 미만이었다. 장인의 수가 감소함에 따라 시의회에서 봉사할 수 있는 가족은 점점 줄어들었다. 때때로 큰 평의회는 후보자가 부족하여 32명이 아닌 27명으로만 구성되었다. 1653년의 스위스 농민 전쟁 동안 도시는 베른에 충성을 유지했다. 그들이 농민 군대의 공격을 두려워하는 동안 부르크도르프는 우회되었다. 1798년 프랑스의 침략과 헬베티아 공화국의 강제 개혁은 부르크도르프의 전통적이고 보수적인 권력 구조와 특권의 대부분을 무너뜨렸다.

## 지리

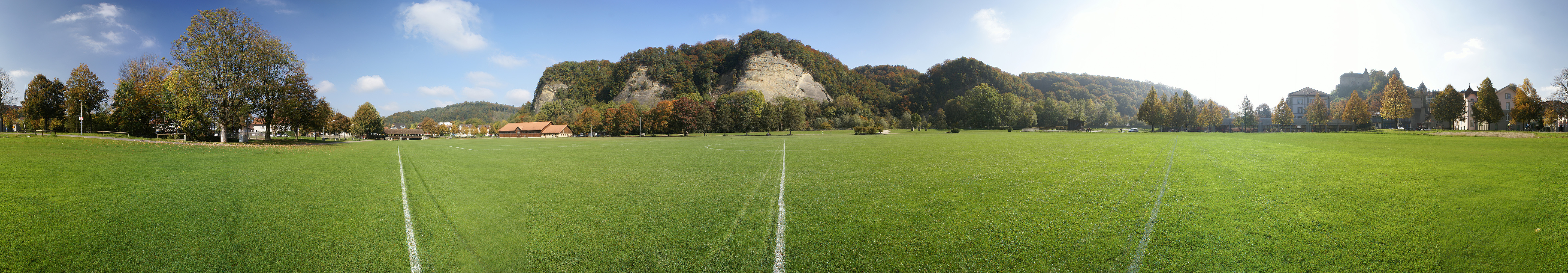
부르크도르프 근처의 쉬트첸마테의 파노라마

부르크도르프의 면적은 2014년 기준으로 15.56k㎡이다. 이 면적 중 3.78km 2 (24.3%)가 농업 목적으로 사용되는 반면 6.33k㎡ (40.7%)는 산림이다. 나머지 토지 중 5.03k㎡ (32.3%)가 정착(건물 또는 도로), 0.41k㎡ (2.6%)가 강 또는 호수이고 0.05k㎡(0.3%)는 비생산적인 토지이다.
건축면적 중 공업용 건물은 전체 면적의 6.2%, 주택과 건물은 15.6%, 교통 기반 시설은 7.5%를 차지했다. 공원, 녹지대, 운동장이 2.2%를 차지했다. 전체 토지 면적의 39.8%가 삼림이 무성하다. 농경지 중 16.6%는 작물 재배에 사용되고 7.1%는 목초지이다. 시정촌의 모든 물은 강과 시내에 있다.

### 기후
부르크도르프의 연간 평균 비 또는 눈은 127.1일이며 평균 강수량은 1,041mm이다. 가장 습한 달은 8월로 이 기간 동안 부르크도르프에는 평균 121mm의 비나 눈이 내린다. 이 달의 평균 강수량은 10.9일이다. 강수량이 가장 많은 달은 5월로 평균 13일이지만 비나 눈은 108mm에 불과하다. 일년 중 가장 건조한 달은 2월로 10일 동안 평균 강수량이 67mm이다.

## 인구통계

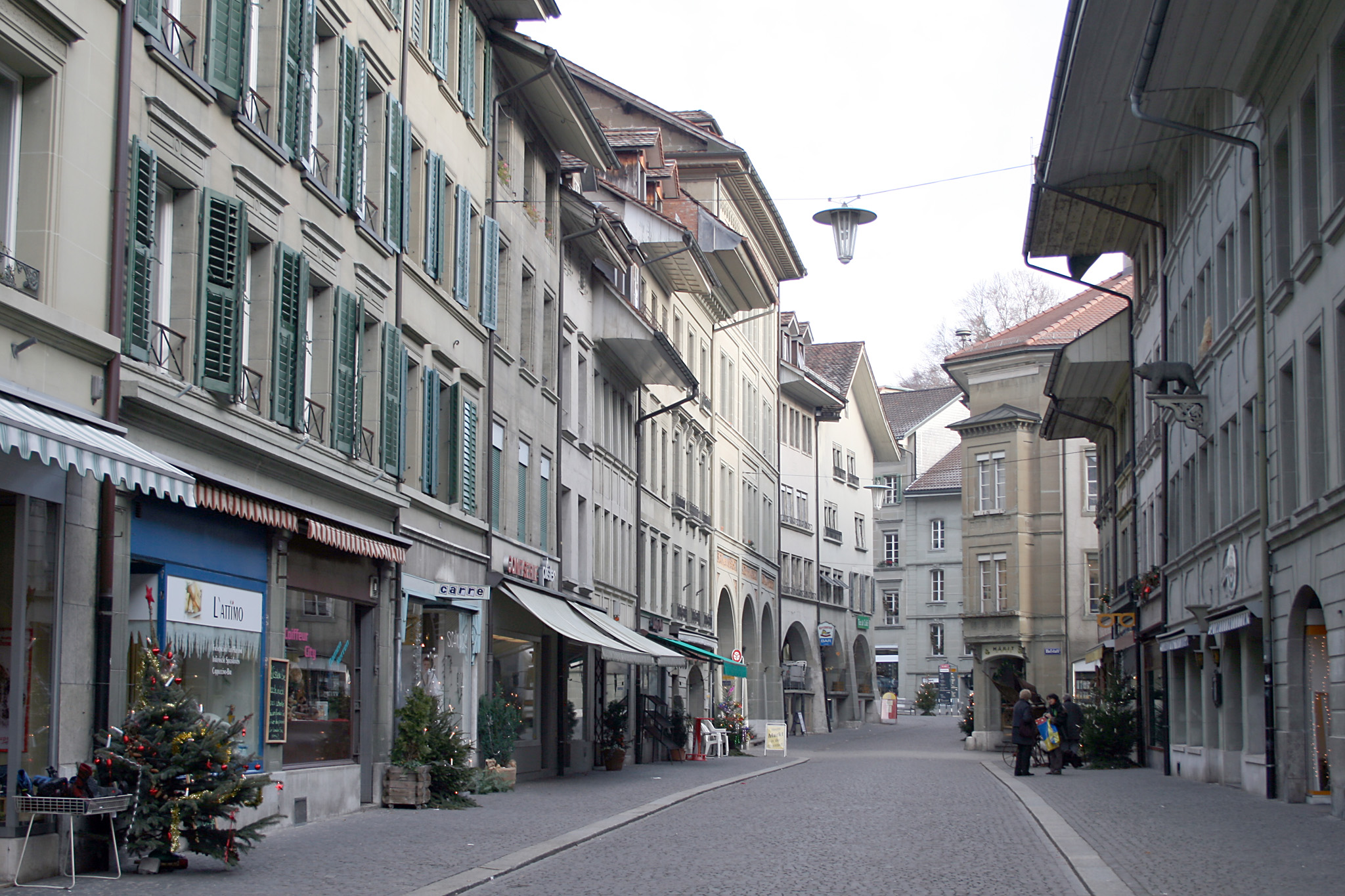
부르크도르프의 구시가지

2020년 12월 기준, 부르크도르프의 인구는 16,583명이다. 2010년 기준으로 인구의 12.9%가 거주하는 외국인이다. 2000년부터 2010년까지 지난 10년 동안 인구는 5.2%의 비율로 변화했다. 이민은 6.6%, 출생 및 사망은 -1.1%를 차지했다.
2000년 기준, 인구 대부분인 13,088명(88.9%)이 독일어를 모국어로 사용하고, 이탈리아어가 402명(2.7%)으로 두 번째로 많이 사용하고, 알바니아어가 219명(1.5%)으로 세 번째로 사용된다. 프랑스어를 할 줄 아는 사람은 116명, 로만슈어를 할 줄 아는 사람은 8명이다.
2008년 기준으로 인구는 남성 48.3%, 여성 51.7%이다. 인구는 6,335명의 스위스 남성(인구의 41.2%)과 1,083(7.0%)의 비스위스계 남성으로 구성되었다. 스위스 여성은 7,051명(45.9%), 비스위스계 여성은 905명(5.9%)이었다. 시정촌 인구 중 4,260명(약 29.0%)이 부르크도르프에서 태어나 2000년에 그곳에서 살았다. 같은 주에서 태어난 5,462명(37.1%)이 있었고, 스위스 타지에서 태어난 2,176명(14.8%)이 있었다. 2,352명(16.0%)이 스위스 이외의 외국 지역에서 태어났다.
2000년 기준으로 아동·청소년(0~19세)이 21.2%, 성인(20~64세)이 59.7%, 노인(64세 이상)이 19.2%를 차지하고 있다.
2000년 기준으로 시정촌에 미혼이거나 독신인 사람은 5,932명이다. 기혼자는 6,856명, 미망인은 1,067명, 이혼한 사람은 859명이었다.
2000년 기준으로 시정촌의 개인가구는 6,637세대로 가구당 평균 2.1명이다. 1인 가구는 2,567가구, 5인 이상 가구는 353가구였다. 2000 년에는 총 6,507채(전체의 91.9%)가 상설 임대되었고, 371채(5.2%)가 계절적 임대, 199채(2.8%)가 비어 있었다. 2009년 기준 신규 주택 건설률은 인구 1,000명당 2.5세대였다. 2010년 시정촌 공실률은 1.85%였다.

### 과거 인구
역사적 인구는 다음 차트에 나와 있다.:
| 1764 | 1,225  |        |     |        |       |       |  |        |       |  |  |
| 1798 | 1,295  |        |     |        |       |       |  |        |       |  |  |
| 1850 | 3,636  |        |     |        |       |       |  | 3,485  | 151   |  |  |
| 1880 | 6,581  | 6,443  | 65  | 6,256  | 289   | 11    |  | 6,226  | 355   |  |  |
| 1910 | 9,367  | 9,131  | 122 | 8,765  | 521   | 23    |  | 8,899  | 468   |  |  |
| 1930 | 9,772  | 9,535  | 146 | 9,087  | 621   | 32    |  | 9,489  | 283   |  |  |
| 1950 | 11,586 | 11,188 | 215 | 10,628 | 880   | 130   |  | 11,309 | 277   |  |  |
| 1970 | 15,888 | 13,856 | 175 | 12,882 | 2,809 | 463   |  | 13,813 | 2,075 |  |  |
| 1990 | 15,373 | 13,494 | 131 | 11,328 | 2,241 | 1,086 |  | 13,305 | 2,068 |  |  |
| 2000 | 14,714 | 13,088 | 116 | 9,934  | 1,993 | 1,100 |  | 12,404 | 2,310 |  |  |

### 종교

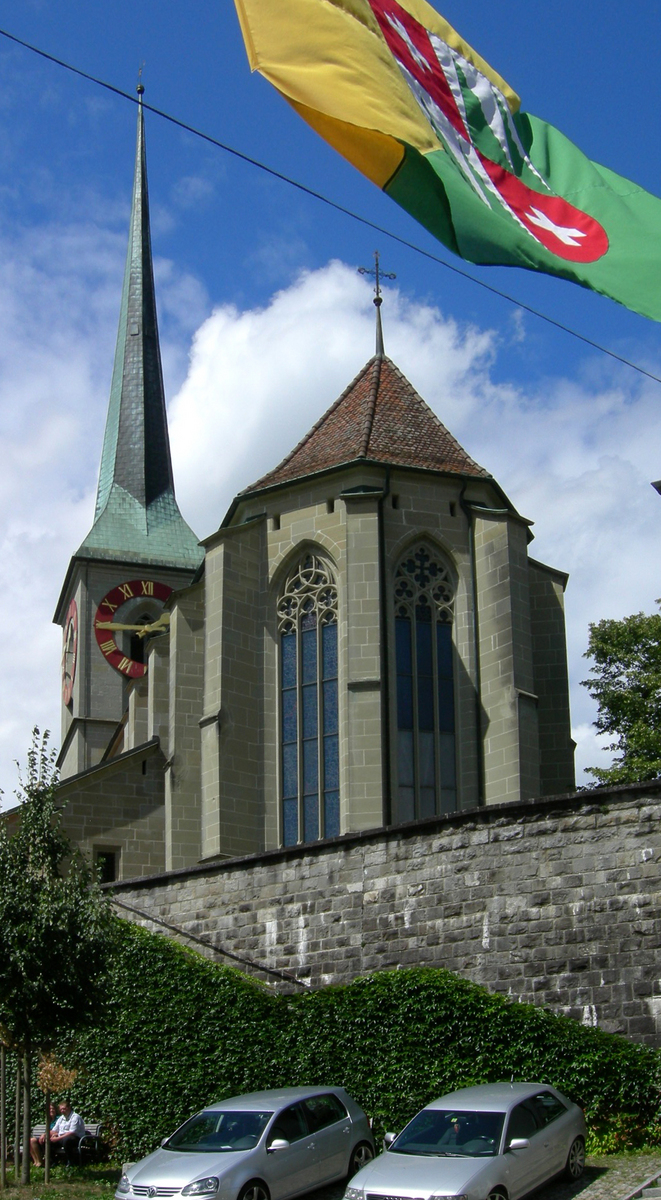
부르크도르프시 개신교회

2000년 인구 조사에 따르면 1,993명(13.5%)이 로마 가톨릭 신자이고, 9,275명(63.0%)이 스위스 개혁 교회에 속해 있다. 나머지 인구 중 정교회 교인은 211명(인구의 약 1.43%), 크리스찬 가톨릭 교회 교인은 14명(인구의 약 0.10%), 1,337명이었다. 다른 기독교 교회에 속한 개인(또는 인구의 약 9.09%). 유대인은 3명(인구의 약 0.02%)이었고, 무슬림은 865명(인구의 약 5.88%)이었다. 39명의 불교인이 있었다. 힌두교인 224명과 다른 교회에 속한 13명. 986명(인구의 약 6.70%)은 교회에 속하지 않았고 불가지론자 또는 무신론자였으며 413명(인구의 약 2.81%)이 질문에 대답하지 않았다.

## 정치
2007년 연방 선거에서 가장 인기 있는 정당은 24.95%의 득표율을 기록한 SPS였다. 다음으로 가장 인기 있는 3개 정당은 SVP (23.02%), FDP (16.48%), 녹색당 (15.53%)이었다. 이번 연방선거에서는 총 5,046표가 투표되었고, 투표율은 46.8%였다.

## 경제

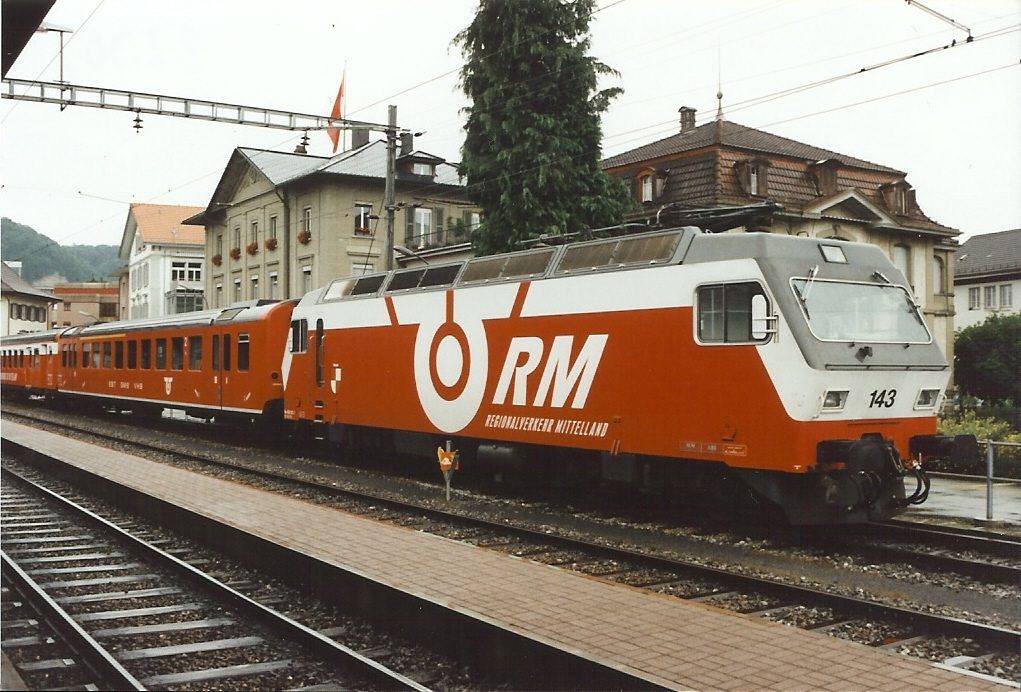
부르크도르프역

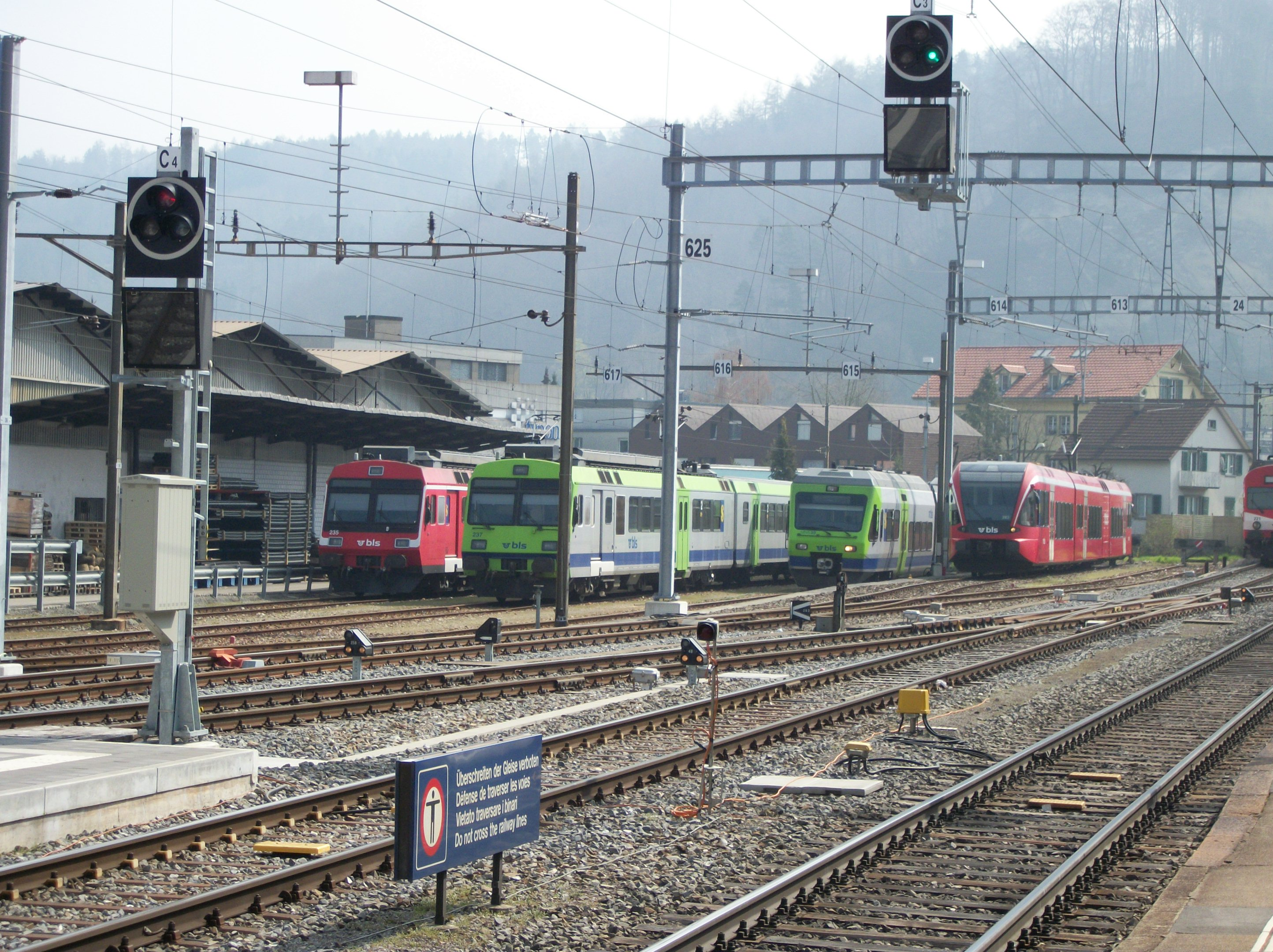
부르크도르프역의 차량

2010년 현재 부르크도르프의 실업률은 4%이다. 2008년 현재 1차 경제 부문에 40명이 고용되어 있고, 이 부문에 약 13개 기업이 참여하고 있다. 4,027명의 사람들이 2차 부문에 고용되었고, 이 부문에 137개의 기업이 있었다. 7,538명이 3차 부문에 고용되어 있으며, 이 부문에는 691개의 기업이 있다.
2008년에 정규직에 상응하는 총 일자리 수는 9,754개였다. 1차 부문의 일자리 수는 31개였으며, 그중 24개는 농업에, 7개는 임업 또는 목재 생산에 종사했다. 2차 산업의 일자리 수는 3,784개로, 그중 제조업이 3,168개(83.7%), 건설업이 567개(15.0%)였다. 3차 부문의 일자리는 5,939개였다. 3차 부문에서 도소매업 1,558개(26.2%), 자동차 수리업 431개(7.3%), 호텔·레스토랑 255개(4.3%), 정보업 127개(2.1%) 등), 273개(4.6%)가 보험 또는 금융 산업, 392개(6.6%)가 기술 전문가 또는 과학자, 406개(6.8%)가 교육, 1,566개(26.4%)가 의료 분야였다.
2000년 기준으로 7,353명의 시정촌으로 출퇴근하는 근로자와 3,254명의 근로자가 출퇴근하였다. 근로자의 순수입 지자체며, 1명이 전출할 때마다 약 2.3명의 근로자가 지자체에 전입한다. 근로 인구의 22.4%가 대중교통을 이용하여 출퇴근하고, 37.9%가 자가용을 이용하였다.
부르크도르프에는 여러 엔진 작업과 베른 응용과학대학의 일부 부서 (예: 건축 및 토목 공학)가 있다. 부르크도르프는 경제가 성장하고 있으며 KMU(중소기업)라는 여러 소규모 회사가 있으며 Ypsomed(이전 Disetronic), Aebi, Typon, Iverslee 및 Seewer와 같은 본사가 부르크도르프에 있다.
부르크도르프는 현지 맥주로도 유명하다. 1871년 부르크도르프에는 가장 현대적인 양조장 중 하나가 스위스였다. 그러나 이 지역의 소규모 양조장은 20세기에 문을 닫았다. 1999년에는 현지 부르크도르프 맥주를 양조하는 양조장이 문을 열었다. 이 맥주는 졸로투른의 비어데이에서 여러 상을 수상했다.

## 교육

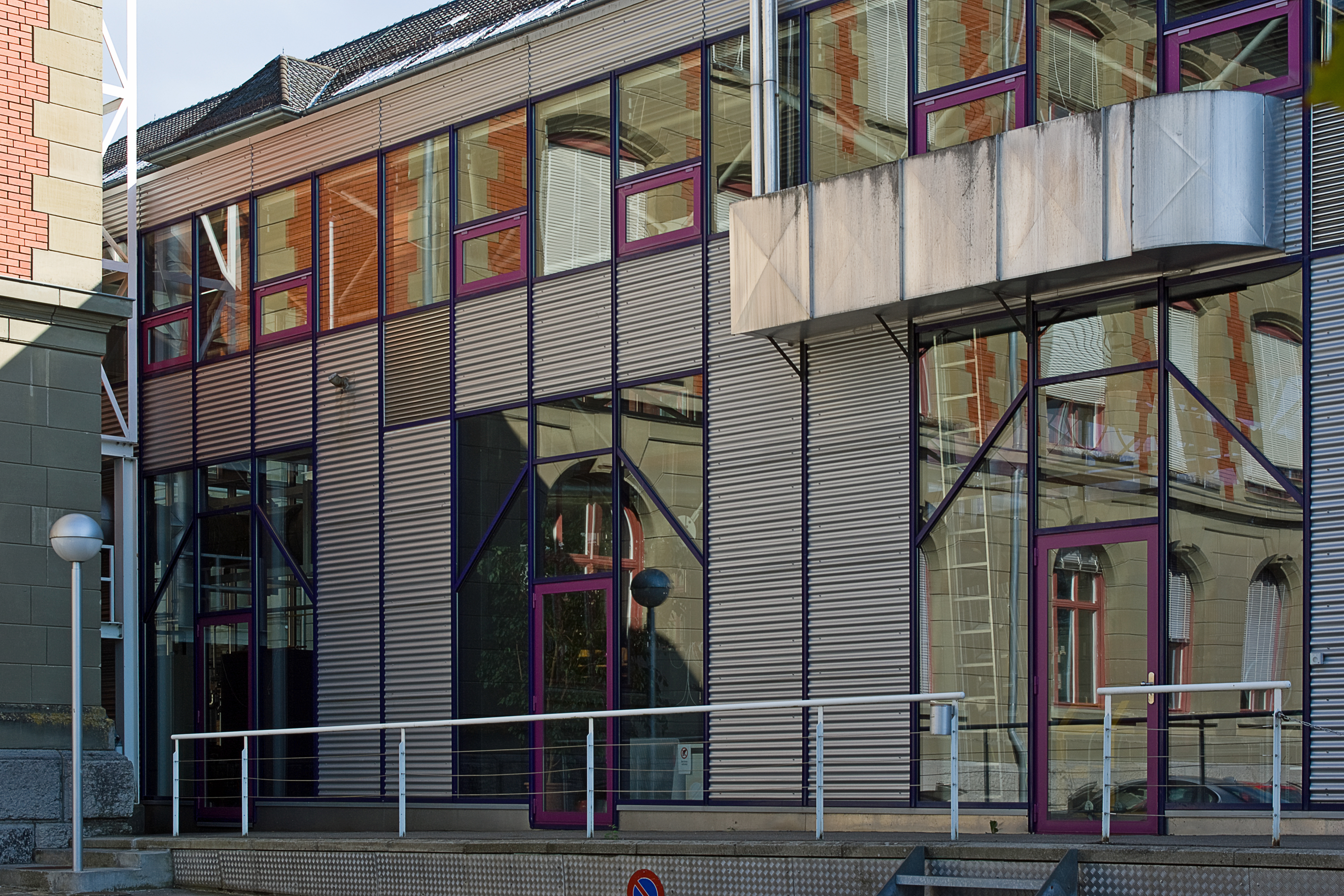
주립 공대의 새 건물

부르크도르프에서는 인구의 약 5,950명(40.4%)이 의무 사항이 아닌 고등교육을 이수했으며 1,918명(13.0%)이 추가 고등교육( 대학 또는 응용학문대학)을 마쳤다. 고등 교육을 마친 1,918명 중 65.9%가 스위스 남성, 25.1%가 스위스 여성, 5.0%가 비스위스계 남성, 4.0%가 비스위스계 여성이었다.
베른주의 학교 시스템은 1년의 의무 없는 유치원, 6년의 초등학교를 제공한다. 이후 3년 동안의 의무적 중학교 과정을 거쳐 학생을 능력과 적성에 따라 구분한다. 중학교 이하 학생들은 추가 교육을 받거나 견습 과정에 들어갈 수 있다.
2009-10 학년도 동안 총 1,767명의 학생이 부르크도르프의 수업에 참석했다. 14개의 유치원 수업이 있었고 시정촌에는 총 247명의 학생이 있었다. 유치원생 중 13.8%는 스위스의 영주권 또는 임시 거주자(시민권 아님)였으며 23.5%는 교실 언어와 다른 모국어를 사용한다. 지자체에는 49개의 초등 학급과 924명의 학생이 있었다. 초등 학생 중 12.3%는 스위스의 영주권 또는 임시 거주자(시민권 아님)였으며 23.5%는 교실 언어와 다른 모국어를 사용한다. 같은 해에 총 548명의 학생이 있는 30개의 중학교가 있었다. 스위스의 영주권자 또는 임시 거주자(시민이 아님)가 9.9%였으며 21.2%는 교실 언어와 다른 모국어를 사용했다.
2000년 기준으로 부르크도르프에는 다른 지자체에서 온 1,152명의 학생이 있었고, 239명의 거주자는 해당 지자체 이외의 학교에 다녔다.
부르크도르프에는 2개의 도서관이 있다. 이러한 도서관으로는 Stadtbibliothek 부르크도르프 및 BFH Technik und Informatik TI und Architektur, Holz und Bau AHB 부르크도르프이다. 2008년 기준, 도서관에는 총 69,376권이 있으며, 같은 해 총 266,590권이 대출되었다.

## 국가중요문화재
구시가지 전체, 이전 Grosse Apotheke 및 Diesbacher House, 이전 Mädchenschule (여학교), 이전 Niederspital (병원), Gehöft Grafenscheuren, Hohengasse 4/Kronenplatz 4의 Grosshaus(대형 주택), House zum Ochsen Hohengasse 35, Villa Schnell, Kantonales Technikum(대학), Leinenweberei( Linen Spinning Plant) Schmid with Villa, Franz Gertsch 박물관, 스위스 개혁 도시 교회, Sammlung Historisches Armeematerial Collection of Historical Military Equipment, 공유 툰, 부르크도르프 및 뒤벤 도르프 사이취리히), 성, 검역소, 예배당, 빌라 로스는 국가적으로 중요한 스위스 유산으로 등재되어 있다. 부르크도르프 시 전체가 스위스 유산 목록의 일부이다.

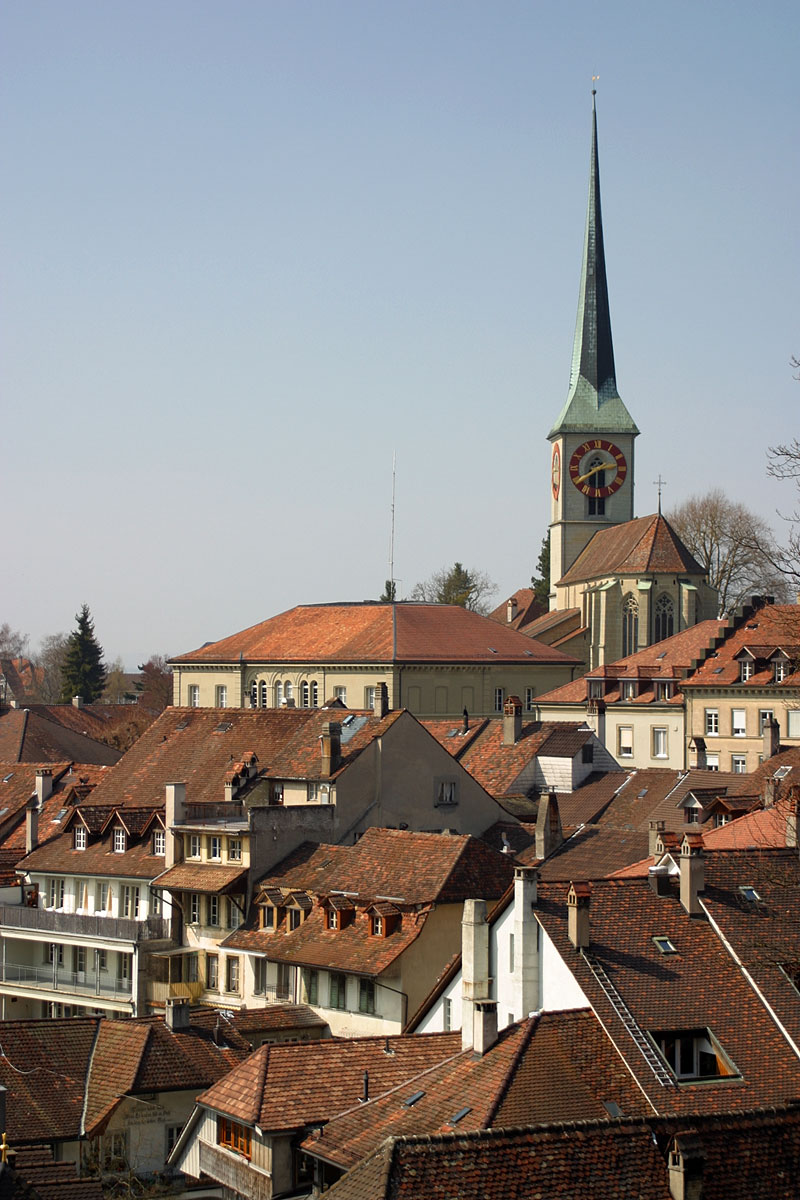
알트슈타트, 중세, 근세의 시와 성
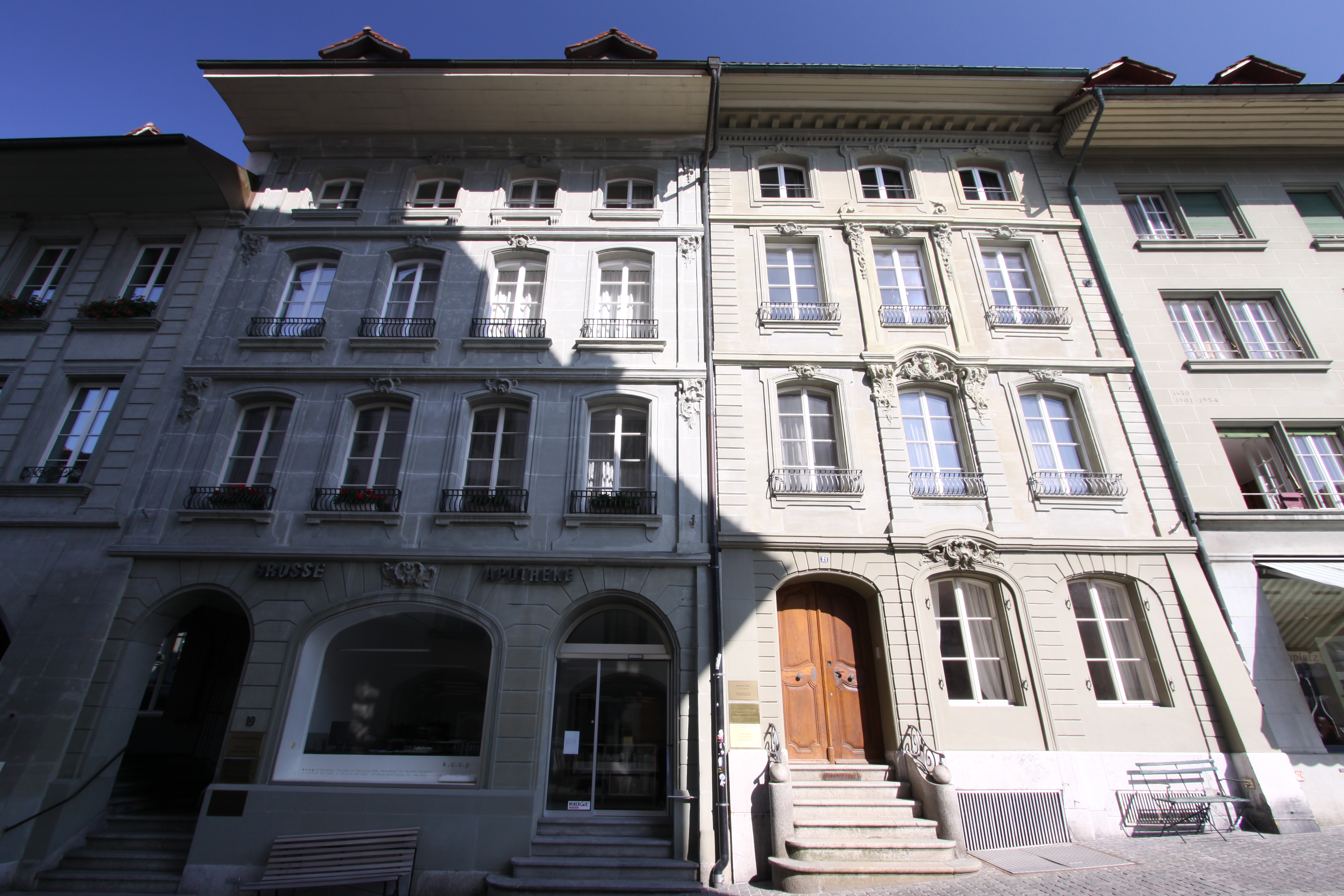
이전 Grosse Apotheke and Diesbacher 저택
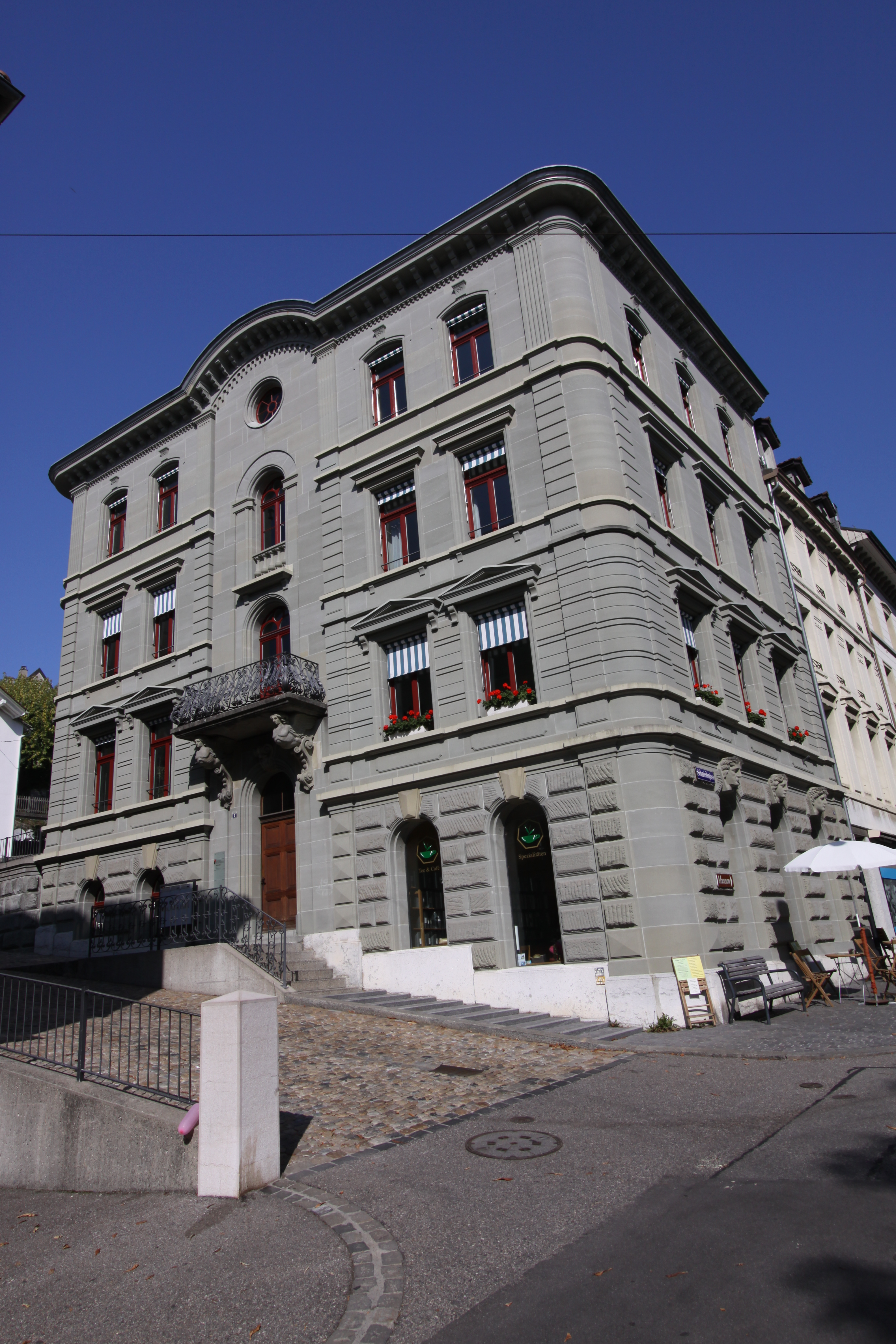
이전 Mädchenschule (여학교)
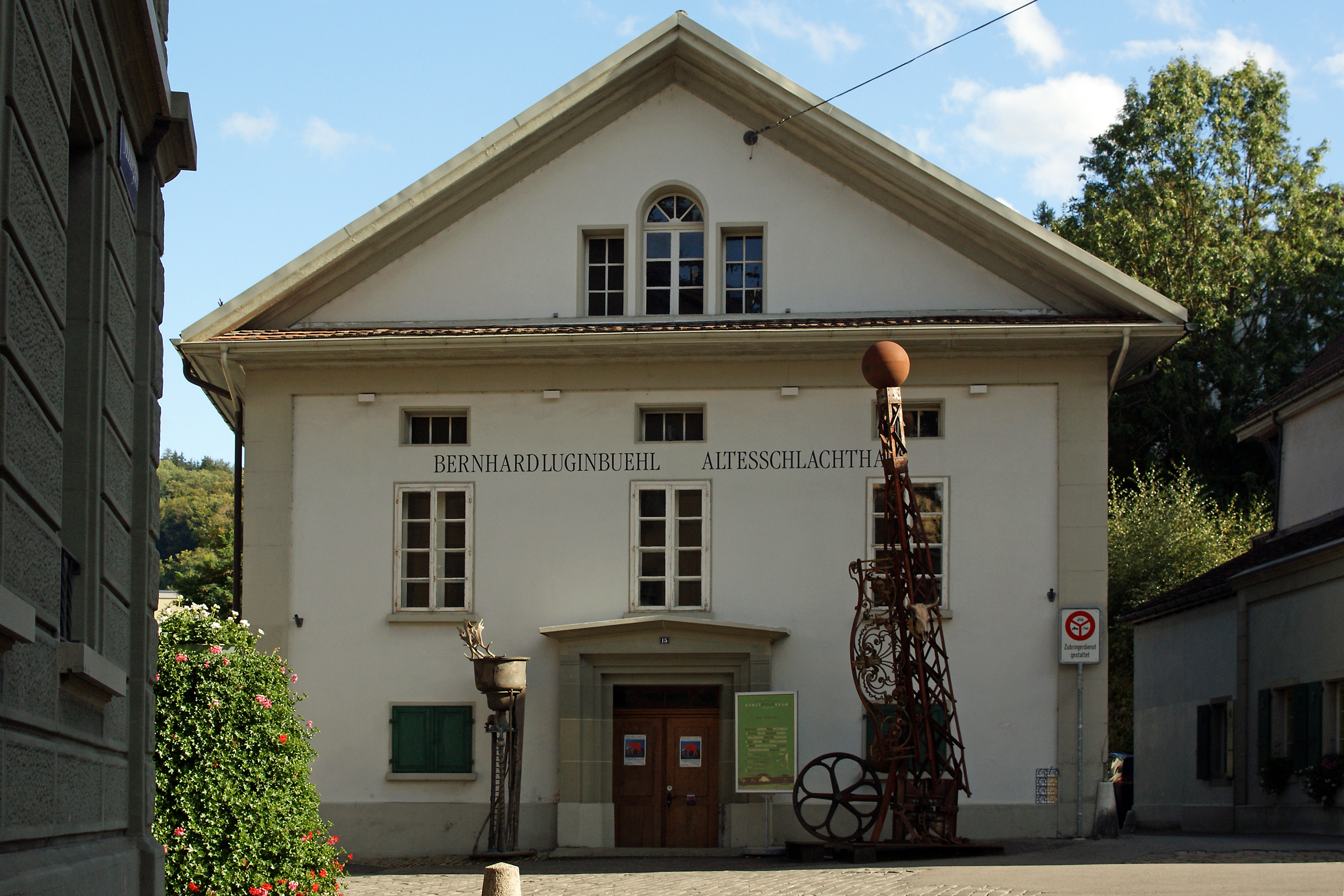
이전 Niederspital (병원)
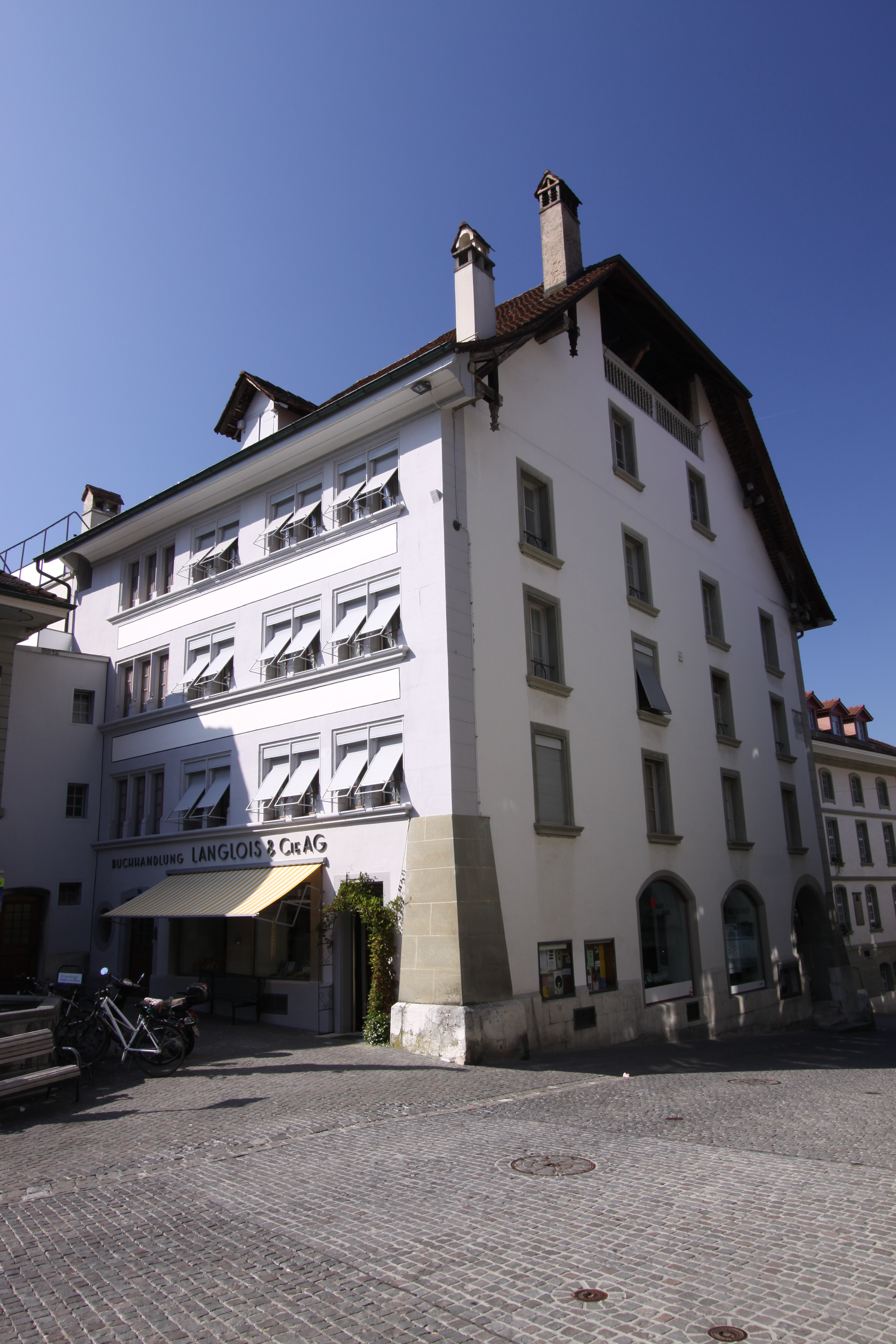
그로스하우스 (저택)
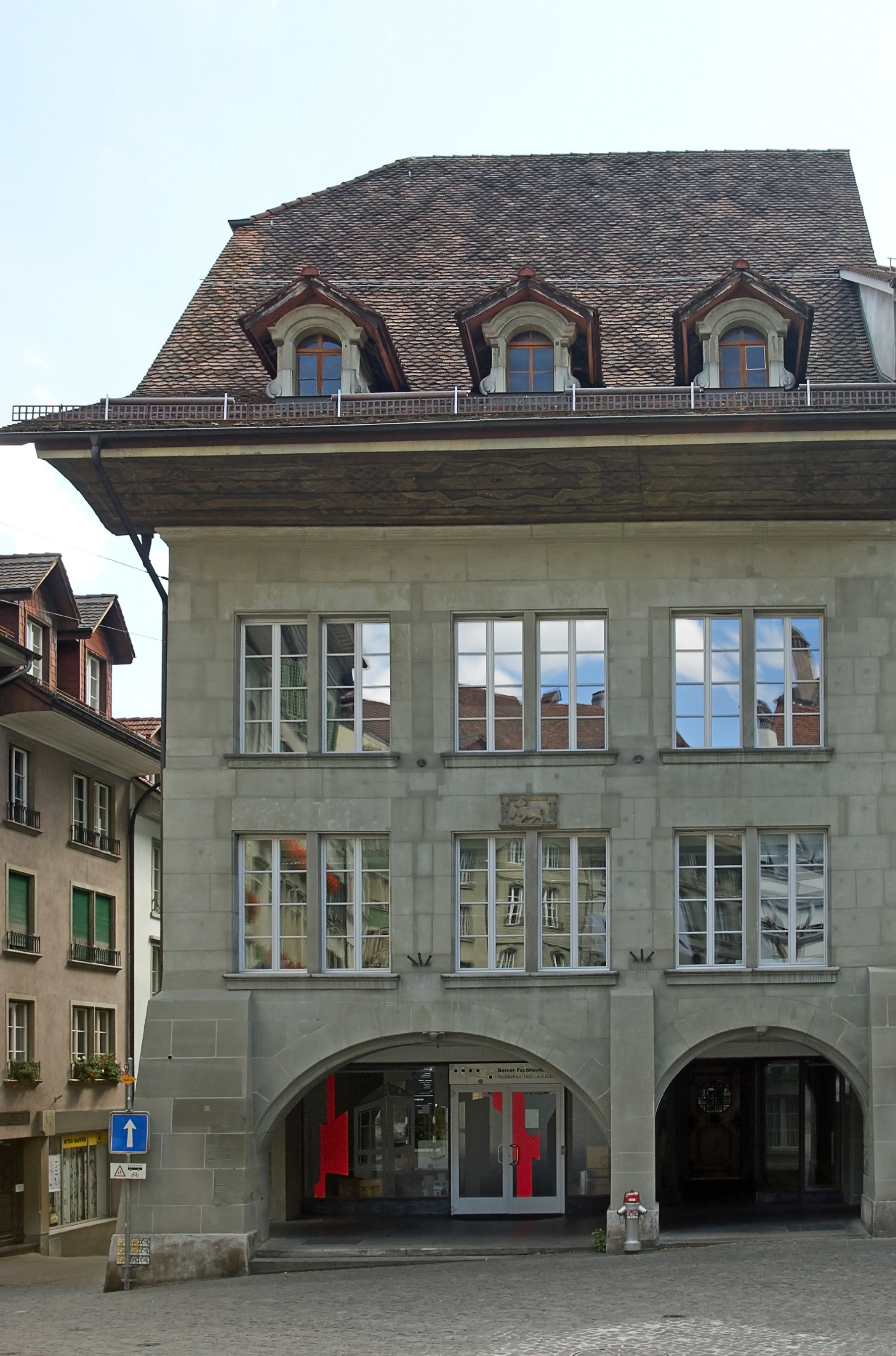
저택 zum Ochsen
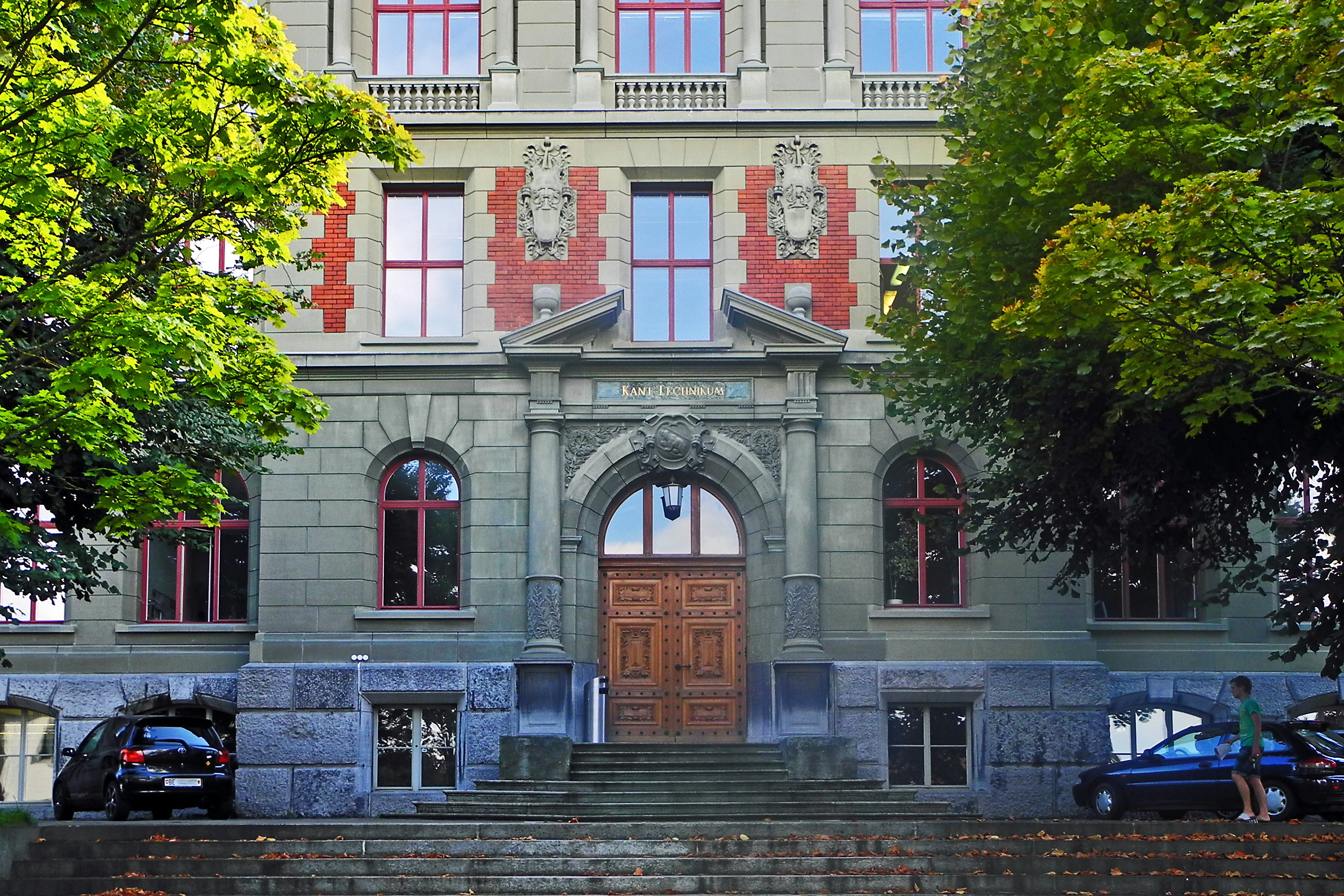
주립 공과대학 (대학)
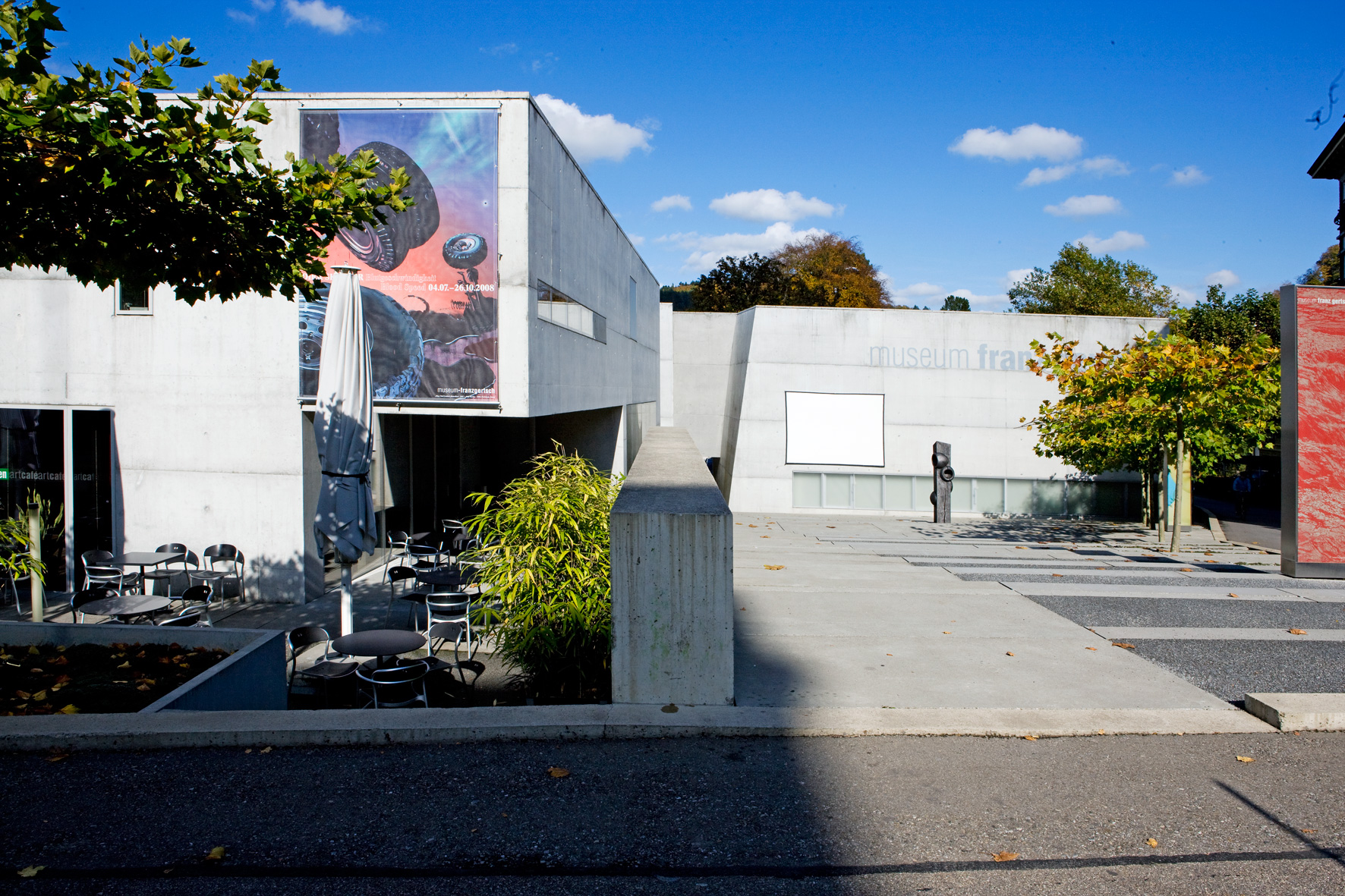
프란츠 게르치 박물관
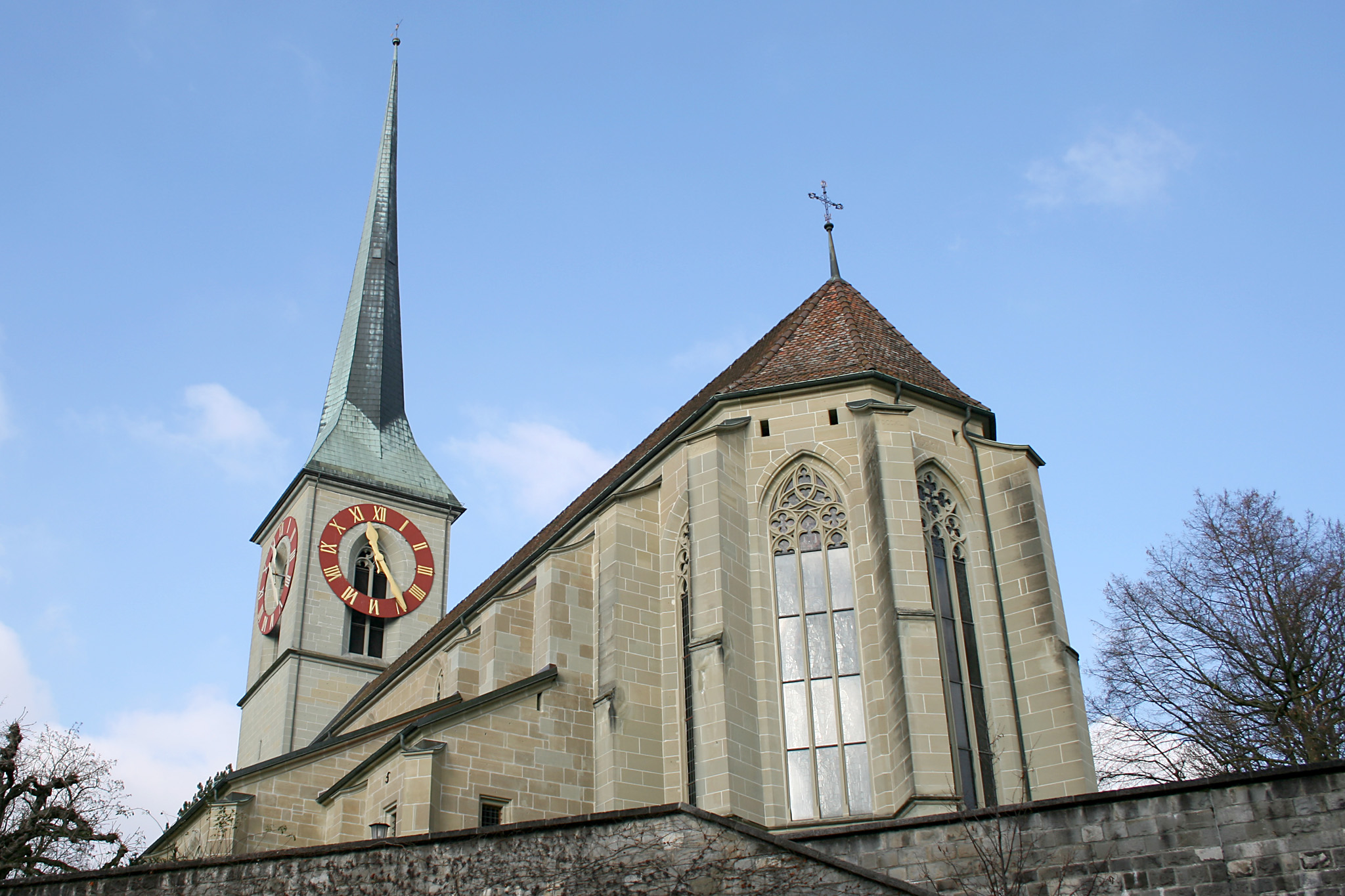
스위스 개혁 교회 시 교회
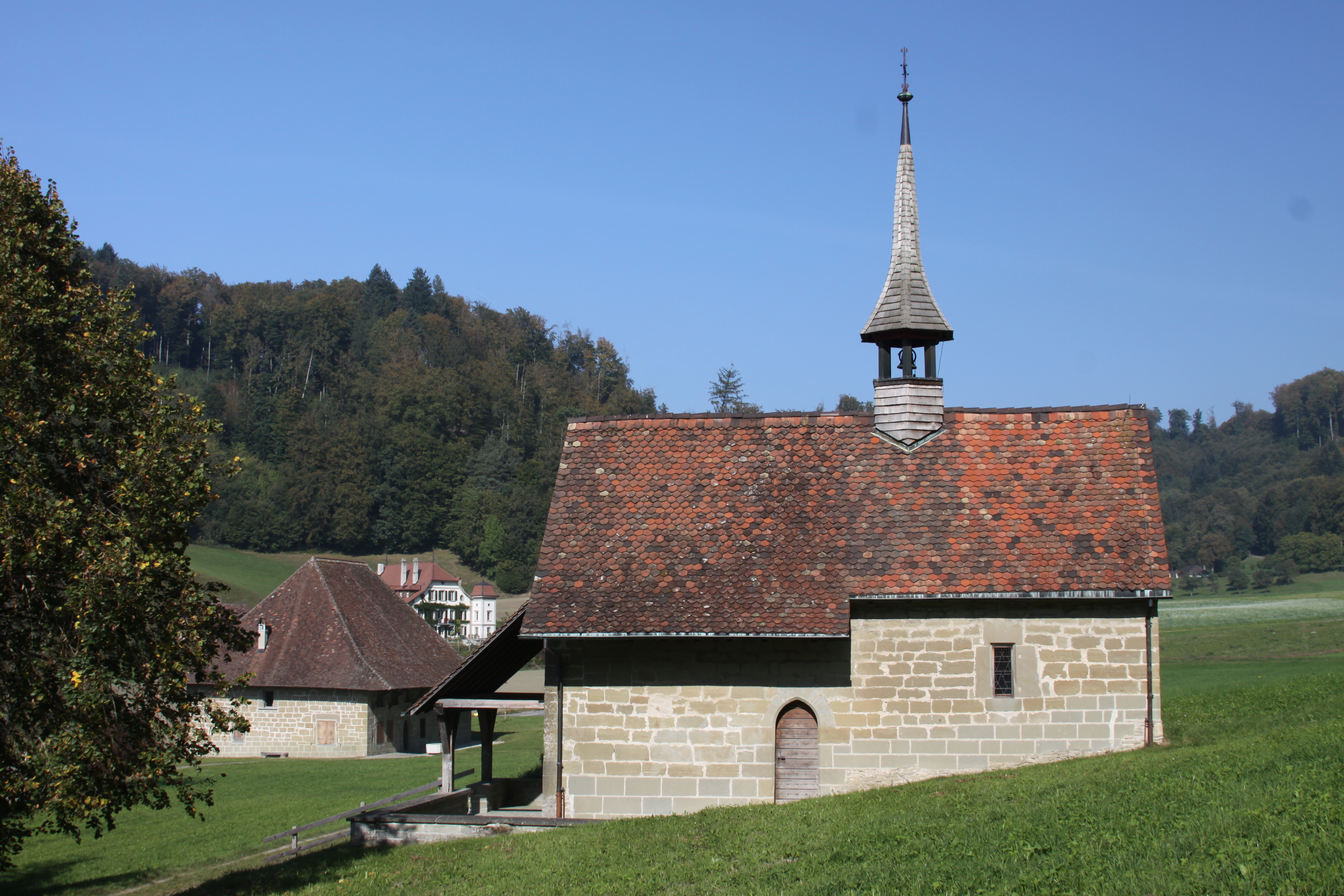
검역소와 예배당
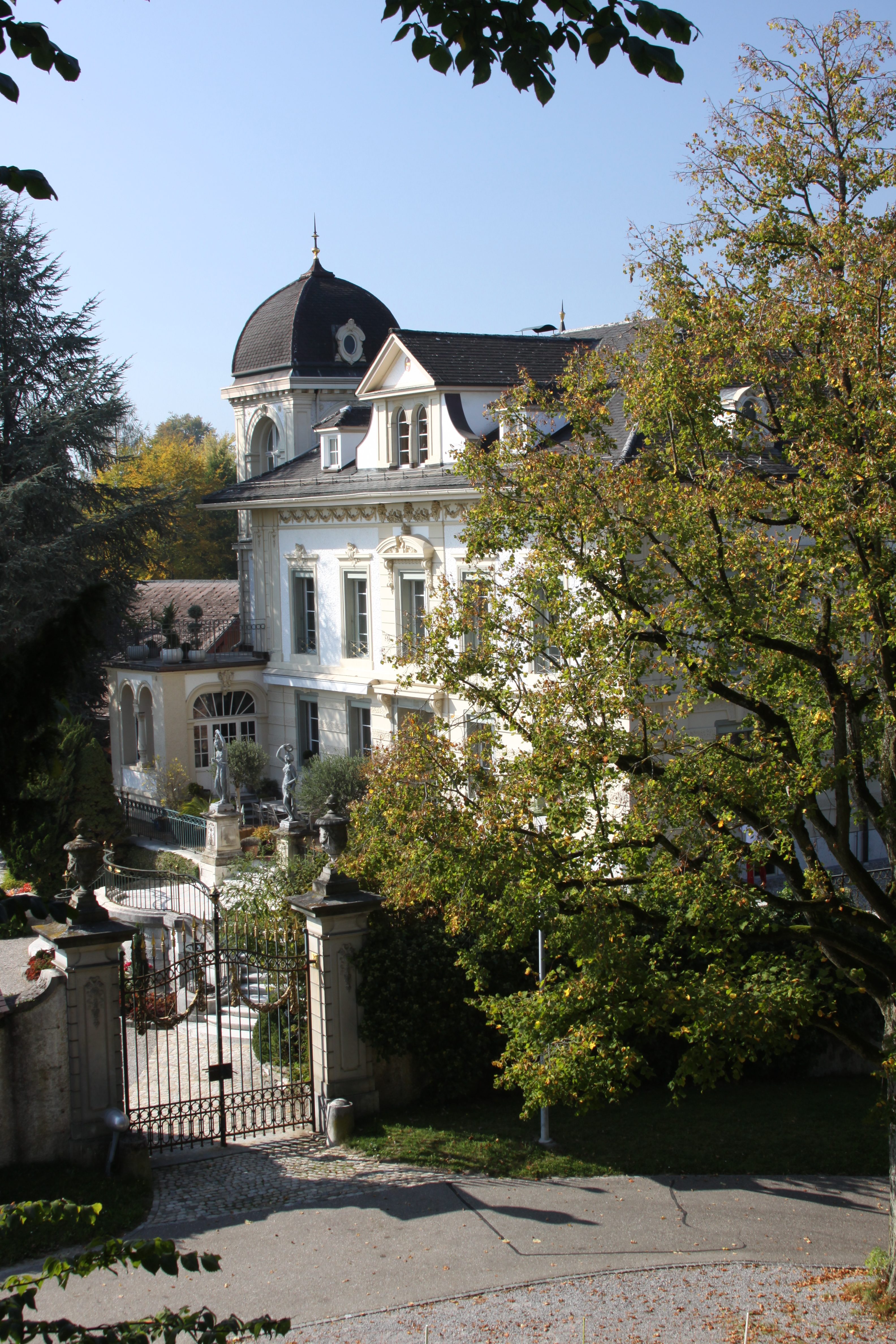
로트 주택

그 외에도 부르크도르프성 등이 주요한 관광지이다.

## 교통
시정촌에는 4개의 기차역이 있다.
- 부르크도르프
- 부르크도르프 슈타인호프
- 부르크도르프 부흐마트
- 오버부르크

그중 첫 번째는 세 개의 다른 노선이 운행되는 주요 철도 교차로이다. 나머지 3개는 졸로투른-랑나우선의 북쪽과 남쪽에 있다. 그들 사이에는 취리히 중앙역, 올텐, 베른, 툰, 랑나우, 졸로투른 및 주미스발트-그뤼넨까지 정기 운행편이 있다.